# Jessica Ennisová-Hillová
Jessica Ennisová, CBE (* 28. ledna 1986, Sheffield) je britská atletka, olympijská vítězka v sedmiboji z Londýna 2012. V sedmiboji též získala titul mistryně světa z Berlína 2009, Tegu 2011 i z Pekingu 2015 a mistryně Evropy z Barcelony 2010. Ve sbírce má i titul halové mistryně světa v pětiboji z HMS 2010 v Dauhá.
Dne 11. března 2013 byla v Rio de Janeiru vyhlášena nejlepší sportovkyní světa za rok 2012 a převzala světovou sportovní cenu Laureus. Stala se také Atletkou Evropy 2012.

## Kariéra
První úspěch zaznamenala v roce 2005 na juniorském mistrovství Evropy v Kaunasu, kde získala zlatou medaili. Na mistrovství Evropy do 23 let v Debrecínu v roce 2007 vybojovala bronzovou medaili v běhu na 100 metrů překážek. V červnu roku 2008 si zlomila na závodě v rakouském Götzisu pravý kotník a přišla o účast na letních olympijských hrách v Pekingu.
V roce 2010 vybojovala na halovém MS v katarském Dauhá zlatou medaili v pětiboji (60 m př., skok do výšky, vrh koulí, skok daleký, 800 m), když nasbírala celkově 4 937 bodů. Za tehdejším světovým rekordem Rusky Iriny Bělovové zaostala o 54 bodů.
Koncem května 2012 na vícebojařském mítinku v rakouském Götzisu překonala britský rekord v sedmiboji výkonem 6906 bodů. Rozhodla se vynechat mistrovství Evropy, konané koncem června v Helsinkách, a raději se připravovala na olympiádu. V Londýně vyhrála výborným výkonem a osobním i britským rekordem 6955 bodů. Olympijský sedmiboj zahájila vynikajícím výkonem na trati 100 m překážek, kterou zaběhla za 12,54 sekundy, což je sedmibojařský rekord a jeden z nejlepších výkonů roku 2012 na této trati. Rychleji běžely (ze specialistek) jen Australanka Sally Pearsonová a Jamajčanka Brigitte Foster-Hyltonová.. Vedení v olympijském sedmiboji udržela Ennisová až do poslední disciplíny, svůj náskok postupně zvyšovala a nakonec zvítězila o 327 bodů před stříbrnou Taťjanou Černovovou z Ruska.

## Úspěchy
| Rok  | Závod                              | Místo                  | Umístění | Výkon |
| ---- | ---------------------------------- | ---------------------- | -------- | ----- |
| 2003 | Mistrovství světa do 17 let        | Sherbrooke, Kanada     | 5.       | 5 311 |
| 2004 | Mistrovství světa juniorů          | Grosseto, Itálie       | 8.       | 5 542 |
| 2005 | Mistrovství Evropy juniorů         | Kaunas, Litva          | 1.       | 5 891 |
| 2005 | Univerziáda                        | Smyrna, Turecko        | 3.       | 5 910 |
| 2006 | Mistrovství Evropy v atletice 2006 | Göteborg, Švédsko      | 8.       | 6 287 |
| 2007 | Halové mistrovství Evropy 2007     | Birmingham, Anglie     | 6.       | 4 716 |
| 2007 | Mistrovství Evropy do 23 let       | Debrecín, Maďarsko     | 3.       | 13,09 |
| 2007 | Mistrovství světa v atletice 2007  | Ósaka, Japonsko        | 4.       | 6 469 |
| 2009 | Mistrovství světa v atletice 2009  | Berlín, Německo        | 1.       | 6 731 |
| 2011 | Mistrovství světa v atletice 2011  | Tegu, Jižní Korea      | 1.       | 6 751 |
| 2012 | Letní olympijské hry 2012          | Londýn, Velká Británie | 1.       | 6955  |

## Osobní rekordy
- pětiboj (hala) – 4 965 bodů – 9. březen 2012, Istanbul
- sedmiboj (dráha) – 6 955 bodů – 4. srpen 2012, Londýn